# P/2012 O1 McNaught
P/2012 O1 (McNaught) è una cometa periodica appartenente alla famiglia delle comete gioviane. La cometa è stata scoperta dall'astronomo Robert H. McNaught nel corso del programma Siding Spring Survey (SSS).
Nel successivo passaggio del 2019 non è stata osservata.